# 유승 (촉한)
유승(劉承, 246년? ~ 256년)은 중국 촉한(蜀漢)의 소열제(昭烈帝) 유비(劉備)의 증손으로, 아버지는 유윤(劉胤)이다.

## 행적
연희 19년(256년)에 유윤이 세상을 떠나자 후사를 이었는데, 연희 19년(256년)에 요절하여 죽었다. 시호는 상왕(殤王)이다. 후사가 끊겨 유리의 아들인 무읍후(武邑侯) 유집이 왕위를 이었다.